# 贡山两头蛇
贡山两头蛇（学名：Calamaria andersoni）也称盈江兩頭蛇，一种发现于中国云南省盈江县的爬行动物，隶属于游蛇科两头蛇属。本种系由嘉道理农场暨植物园的工作人员杨剑焕、郑玺发现命名，种加词源自英国动物学家约翰·安德森的姓氏，以纪念其对云南两栖爬行动物研究的贡献。

## 保护
本种于2023年被收录入《有重要生态、科学、社会价值的陆生野生动物名录》。